# Hister parumstriatus
Hister parumstriatus är en skalbaggsart som beskrevs av Desbordes 1924. Hister parumstriatus ingår i släktet Hister och familjen stumpbaggar. Inga underarter finns listade i Catalogue of Life.